# Teal Harle
Teal Harle (ur. 5 października 1996 w Campbell River) – kanadyjski narciarz dowolny, specjalizujący się w slopestyle'u i big air. W zawodach Pucharu Świata zadebiutował 14 marca 2015 roku w Silvaplanie, zajmując 52. miejsce w slopestyle'u. Pierwsze pucharowe punkty zdobył 20 lutego 2016 roku w Bokwang, gdzie był trzeci w tej konkurencji. Na podium zawodów tego cyklu po raz pierwszy stanął 3 marca 2017 roku w Silvaplanie, wygrywając slopestyle'a. W zawodach tych wyprzedził dwóch reprezentantów USA: McRae Williamsa i Gusa Kenworthy'ego. Najlepsze wyniki osiągnął w sezonie 2019/2020, kiedy zajął 23. miejsce w klasyfikacji generalnej, a w klasyfikacji big air był czwarty. W 2017 roku wystartował na mistrzostwach świata w Sierra Nevada, zajmując trzynaste miejsce w slopestyle'u. W 2018 roku wystartował na igrzyskach olimpijskich w Pjongczangu, gdzie był piąty w tej konkurencji.

## Osiągnięcia

### Igrzyska olimpijskie
| Miejsce | Dzień     | Rok  | Miejscowość | Konkurencja | Zwycięzca      |
| ------- | --------- | ---- | ----------- | ----------- | -------------- |
| 5.      | 18 lutego | 2018 | Pjongczang  | Slopestyle  | Øystein Bråten |
| 31.     | 9 lutego  | 2022 | Pekin       | Big air     | Birk Ruud      |
| 26.     | 16 lutego | 2022 | Pekin       | Slopestyle  | Alexander Hall |

### Mistrzostwa świata
| Miejsce | Dzień    | Rok  | Miejscowość   | Konkurencja | Zwycięzca        |
| ------- | -------- | ---- | ------------- | ----------- | ---------------- |
| 13.     | 19 marca | 2017 | Sierra Nevada | Slopestyle  | McRae Williams   |
| 20.     | 2 lutego | 2019 | Park City     | Big Air     | Fabian Bösch     |
| 42.     | 6 lutego | 2019 | Park City     | Slopestyle  | James Woods      |
| 18.     | 13 marca | 2021 | Aspen         | Slopestyle  | Andri Ragettli   |
| 13.     | 16 marca | 2021 | Aspen         | Bir Air     | Oliwer Magnusson |

### Puchar Świata

#### Miejsca w klasyfikacji generalnej
- sezon 2015/2016: 161.
- sezon 2016/2017: 39.
- sezon 2017/2018: 71.
- sezon 2018/2019: 71.
- sezon 2019/2020: 24.

Od sezonu 2020/2021 klasyfikacja generalna została zastąpiona przez klasyfikację Park & Pipe (OPP), łączącą slopestyle, halfpipe oraz big air.
- sezon 2020/2021: 23.
- sezon 2021/2022: 13.

#### Miejsca na podium w zawodach
1. Silvaplana – 3 marca 2017 (slopestyle) – 1. miejsce
2. Mammoth Mountain – 21 stycznia 2018 (big air) – 1. miejsce
3. Québec – 24 marca 2018 (big air) – 3. miejsce
4. Pekin – 14 grudnia 2019 (big air) – 2. miejsce
5. Atlanta – 21 grudnia 2019 (big air) – 3. miejsce
6. Chur – 22 października 2021 (big air) – 2. miejsce